# Discographie des Doobie Brothers
Cet article présente la discographie de The Doobie Brothers, un groupe de rock américain. Depuis sa fondation en 1970 le groupe a sorti au cours de sa carrière discographique quinze albums studio, six albums live, neuf compilations et trente-six singles.
Le groupe a vendu plus de 40 millions d'albums dans le monde,.

## Albums

### Albums studio
| Titre                                                             | Détails                                                                                               | Meilleur classement | Meilleur classement | Meilleur classement | Meilleur classement | Meilleur classement | Meilleur classement | Meilleur classement | Meilleur classement | Meilleur classement | Certifications                                  |
| Titre                                                             | Détails                                                                                               | US                  | AUS                 | CAN                 | NLD                 | NOR                 | N-Z                 | SUE                 | SUI                 | UK                  | Certifications                                  |
| ----------------------------------------------------------------- | --- | ------------------- | ------------------- | ------------------- | ------------------- | ------------------- | ------------------- | ------------------- | ------------------- | ------------------- | ----------------------------------------------- |
| The Doobie Brothers                                               | - Sortie : 30 avril 1971 - Label : Warner Bros. - Format : LP, cassette, 8 pistes                     | —                   | —                   | —                   | —                   | —                   | —                   | —                   | —                   |                     |                                                 |
| Toulouse Street                                                   | - Sortie : 1er juillet 1972 - Label : Warner Bros. - Format : LP, cassette, 8 pistes                  | 21                  | 57                  | 24                  | —                   | —                   | 30                  | —                   | —                   | —                   | - RIAA : Platine - ARIA : Or                    |
| The Captain and Me                                                | - Sortie : 2 mars 1973 - Label: Warner Bros. - Format: LP, cassette, quad, 8 pistes                   | 7                   | —                   | 10                  | —                   | —                   | 12                  | —                   | —                   | —                   | - RIAA : 2 × Platine - ARIA : Or                |
| What Were Once Vices Are Now Habits                               | - Sortie : 1er février 1974 - Label: Warner Bros. - Format: LP, cassette, quad, 8 pistes              | 4                   | 24                  | 13                  | —                   | —                   | 17                  | —                   | —                   | 19                  | - RIAA : 2 × Platine - ARIA : Or - BPI : Argent |
| Stampede                                                          | - Sortie : 25 avril 1975 - Label: Warner Bros. - Format: LP, cassette, quad, 8 pistes                 | 4                   | 6                   | 5                   | 11                  | —                   | 5                   | —                   | —                   | 14                  | - RIAA : Or - ARIA : Or - BPI : Argent          |
| Takin' It to the Streets                                          | - Sortie : 19 mars 1976 - Label : Warner Bros. - Format : LP, cassette, 8 pistes                      | 8                   | 7                   | 18                  | 11                  | —                   | 7                   | —                   | —                   | 42                  | - RIAA : Platine - BPI : Argent                 |
| Livin' on the Fault Line                                          | - Sortie : 19 août 1977 - Label : Warner Bros. - Format : LP, cassette, 8 pistes                      | 10                  | 16                  | 12                  | —                   | —                   | 14                  | 40                  | —                   | 25                  | - RIAA : Or                                     |
| Minute by Minute                                                  | - Sortie : 1er décembre 1978 - Label : Warner Bros. - Format : LP, cassette, 8 pistes                 | 1                   | 6                   | 1                   | 72                  | —                   | 6                   | 46                  | —                   | —                   | - RIAA : 3 × Platine - MC : Platine             |
| One Step Closer                                                   | - Sortie : 17 septembre 1980 - Label : Warner Bros. - Format : LP, cassette, 8 pistes                 | 3                   | 18                  | 18                  | 42                  | 32                  | 22                  | —                   | —                   | 53                  | - RIAA : Platine                                |
| Cycles                                                            | - Sortie : 17 mai 1989 - Label: Capitol - Format: CD, cassette, LP                                    | 17                  | 44                  | 8                   | 69                  | —                   | 32                  | —                   | —                   | —                   | - RIAA : Or - MC : Platine                      |
| Brotherhood (en)                                                  | - Sortie : 15 avril 1991 - Label : Capitol - Format : CD, cassette, LP                                | 82                  | —                   | 18                  | 85                  | —                   | —                   | —                   | —                   | —                   |                                                 |
| Sibling Rivalry (en)                                              | - Sortie : 3 octobre 2000 - Label : Pyramid / Rhino - Format : CD, cassette, LP                       | —                   | —                   | —                   | —                   | —                   | —                   | —                   | —                   | —                   |                                                 |
| World Gone Crazy (en)                                             | - Sortie : 28 septembre 2010 - Label: DooBro Entertainment / HOR - Format: CD, LP, téléchargement     | 39                  | —                   | —                   | —                   | —                   | —                   | —                   | —                   | —                   |                                                 |
| Southbound (en)                                                   | - Sortie : 4 novembre 2014 - Label: Arista Nashville - Format: CD, LP, téléchargement                 | 16                  | —                   | —                   | —                   | —                   | —                   | —                   | —                   | —                   |                                                 |
| Liberté                                                           | - Sortie : 29 octobre 2021 - Label : Island - Format : CD, LP, téléchargement                         | —                   | —                   | —                   | —                   | —                   | —                   | —                   | 42                  | —                   |                                                 |
| Walk This Road                                                    | - Sortie : 6 juin 2025 - Label : Warner Music / Rhino Entertainment - Format : CD, LP, téléchargement |                     |                     |                     |                     |                     |                     |                     |                     |                     |                                                 |
| « — » indique que l'album n'est pas sorti ou classé dans le pays. | |                     |                     |                     |                     |                     |                     |                     |                     |                     |                                                 |

### Albumslive
| Farewell Tour                                                     | - Sortie : juin 1983 - Label: Rhino Encore - Format: LP, Cassette, CD               | 79 | 87 |                  |
| Rockin' Down the Highway: The Wildlife Concert                    | - Sortie : juillet 1996 - Label: Sony Music Distribution - Format: CD, MD, cassette | —  | —  |                  |
| Best of The Doobie Brothers Live                                  | - Sortie : 1er juin 1999 - Label: Sony - Format: CD, LP                             | —  | —  |                  |
| Live at Wolf Trap                                                 | - Sortie : 26 octobre 2004 - Label: Sanctuary - Format: CD, LP, DVD, download       | —  | —  | - AUS : Or (DVD) |
| Live at the Greek Theater 1982                                    | - Sortie : 28 juin 2011 - Label: Eagle - Format: CD, DVD, download                  | —  | —  |                  |
| Live From the Beacon Theatre                                      | - Sortie : 28 juin 2019 - Label: Rhino - Format: CD, DVD, Blu-ray, download         | —  | —  |                  |
| « — » indique que l'album n'est pas sorti ou classé dans le pays. |                                                                                     |    |    |                  |

### Compilations
| Titre                                                             | Détails                                                                   | Meilleur classement | Meilleur classement | Meilleur classement | Meilleur classement | Meilleur classement | Certifications                                                               |
| Titre                                                             | Détails                                                                   | US                  | AUS                 | CAN                 | N-Z                 | UK                  | Certifications                                                               |
| ----------------------------------------------------------------- | ------------------------------------------------------------------------- | ------------------- | ------------------- | ------------------- | ------------------- | ------------------- | ---------------------------------------------------------------------------- |
| Listen to the Music: The Best of The Doobie Brothers              | - Sortie : 1974 - Label: Brilliant Records - Format: LP, cassette         | —                   | 28                  | —                   | 1                   | —                   | - ARIA : Or                                                                  |
| Best of The Doobies                                               | - Sortie : 29 octobre 1976 - Label: Warner Bros. - Format: LP, cassette   | 5                   | 42                  | 3                   | 13                  | —                   | - ARIA : 3 × Platine - RIAA : 10 × Diamant - MC : 2 × Platine - BPI : Argent |
| Best of The Doobies Volume II                                     | - Sortie : novembre 1981 - Label: Warner Bros. - Format: LP, cassette, CD | 39                  | 46                  | —                   | —                   | —                   | - ARIA : Or - RIAA : Or                                                      |
| Listen to the Music: The Very Best of The Doobie Brothers         | - Sortie : 24 mai 1993 - Label : WEA - Format : CD, cassette, LP          | —                   | 10                  | 41                  | 19                  | —                   | - ARIA : 2 × Platine - MC : Or - RMNZ : 2 × Platine - BPI : Or               |
| Long Train Runnin': 1970–2000                                     | - Sortie : 14 septembre 1999 - Label: Rhino - Format: CD, cassette        | —                   | —                   | —                   | —                   | —                   |                                                                              |
| Greatest Hits                                                     | - Sortie : 4 septembre 2001 - Label: Rhino - Format: CD, cassette         | 142                 | —                   | —                   | —                   | 45                  | - BPI : Argent                                                               |
| Doobie's Choice                                                   | - Sortie : 19 février 2002 - Label: Rhino - Format: CD, cassette, LP      | —                   | —                   | —                   | —                   | —                   |                                                                              |
| Divided Highway                                                   | - Sortie : 25 février 2003 - Label: Simply the Best - Format: CD          | —                   | —                   | —                   | —                   | —                   |                                                                              |
| The Very Best of The Doobie Brothers                              | - Sortie : 13 mars 2007 - Label: Rhino/WEA - Format: CD                   | —                   | —                   | —                   | —                   | —                   |                                                                              |
| « — » indique que l'album n'est pas sorti ou classé dans le pays. |                                                                           |                     |                     |                     |                     |                     |                                                                              |

### Autres albums
| Titre                                                             | Détails                                                              | Meilleur classement | Meilleur classement |
| Titre                                                             | Détails                                                              | US                  | CAN                 |
| ----------------------------------------------------------------- | -------------------------------------------------------------------- | ------------------- | ------------------- |
| In Harmony: A Sesame Street Record                                | - Sortie : octobre 1980 - Label: Warner Bros. - Format: LP, cassette | 156                 | —                   |
| « — » indique que l'album n'est pas sorti ou classé dans le pays. |                                                                      |                     |                     |

### Sorties non autorisées
Il y a eu plusieurs collections non autorisées tirées du même ensemble de 13 premières démos, y compris On Our Way Up (en).

## Singles
| Titre                                                               | Année | Meilleur classement | Meilleur classement | Meilleur classement | Meilleur classement | Meilleur classement | Meilleur classement | Meilleur classement | Meilleur classement | Certifications             | Album                                            |
| Titre                                                               | Année | US                  | US AC               | US MR               | AUS                 | BEL                 | CAN                 | NLD                 | UK                  | Certifications             | Album                                            |
| ------------------------------------------------------------------- | ----- | ------------------- | ------------------- | ------------------- | ------------------- | ------------------- | ------------------- | ------------------- | ------------------- | -------------------------- | ------------------------------------------------ |
| Nobody                                                              | 1971  | —                   | —                   | —                   | —                   | —                   | —                   | —                   | —                   |                            | The Doobie Brothers                              |
| Listen to the Music                                                 | 1972  | 11                  | —                   | —                   | 50                  | 27                  | 3                   | 7                   | 29                  | - BPI : Argent             | Toulouse Street                                  |
| Jesus Is Just Alright                                               | 1972  | 35                  | —                   | —                   | —                   | —                   | —                   | 33                  | 17                  |                            | Toulouse Street                                  |
| Long Train Runnin'                                                  | 1973  | 8                   | —                   | —                   | 58                  | 32                  | 8                   | 10                  | 7                   | - BPI : Argent             | The Captain and Me                               |
| China Grove                                                         | 1973  | 15                  | —                   | —                   | 61                  | —                   | 9                   | 21                  | —                   |                            | The Captain and Me                               |
| Another Park, Another Sunday                                        | 1974  | 32                  | —                   | —                   | —                   | —                   | —                   | —                   | —                   |                            | What Were Once Vices Are Now Habits              |
| Eyes of Silver                                                      | 1974  | 52                  | —                   | —                   | —                   | —                   | —                   | —                   | —                   |                            | What Were Once Vices Are Now Habits              |
| Nobody (réédition)                                                  | 1974  | 58                  | —                   | —                   | —                   | —                   | —                   | —                   | —                   |                            | The Doobie Brothers                              |
| Black Water                                                         | 1974  | 1                   | 38                  | —                   | 22                  | —                   | 9                   | —                   | —                   | - RIAA : Or                | What Were Once Vices Are Now Habits              |
| Take Me in Your Arms (Rock Me)                                      | 1975  | 11                  | —                   | —                   | 34                  | —                   | 11                  | —                   | 29                  |                            | Stampede                                         |
| Sweet Maxine                                                        | 1975  | 40                  | —                   | —                   | —                   | —                   | —                   | —                   | —                   |                            | Stampede                                         |
| I Cheat the Hangman                                                 | 1975  | 60                  | —                   | —                   | —                   | —                   | —                   | —                   | —                   |                            | Stampede                                         |
| Takin' It to the Streets                                            | 1976  | 13                  | —                   | —                   | 94                  | —                   | 7                   | —                   | —                   |                            | Takin' It to the Streets                         |
| Wheels of Fortune                                                   | 1976  | 87                  | —                   | —                   | —                   | —                   | —                   | —                   | —                   |                            | Takin' It to the Streets                         |
| It Keeps You Runnin'                                                | 1976  | 37                  | —                   | —                   | —                   | —                   | 39                  | —                   | —                   |                            | Takin' It to the Streets                         |
| Little Darling (I Need You)                                         | 1977  | 48                  | —                   | —                   | 55                  | —                   | —                   | —                   | —                   |                            | Livin' on the Fault Line                         |
| Echoes of Love                                                      | 1977  | 66                  | —                   | —                   | —                   | —                   | —                   | —                   | —                   |                            | Livin' on the Fault Line                         |
| Nothin' But a Heartache                                             | 1977  | —                   | —                   | —                   | —                   | —                   | —                   | —                   | —                   |                            | Livin' on the Fault Line                         |
| What a Fool Believes                                                | 1979  | 1                   | 22                  | —                   | 12                  | 16                  | 1                   | 10                  | 31                  | - RIAA : Or - BPI : Argent | Minute by Minute                                 |
| Minute by Minute                                                    | 1979  | 14                  | 13                  | —                   | —                   | —                   | 23                  | —                   | 47                  |                            | Minute by Minute                                 |
| Dependin' on You                                                    | 1979  | 25                  | 37                  | —                   | —                   | —                   | 35                  | —                   | —                   |                            | Minute by Minute                                 |
| Real Love                                                           | 1980  | 5                   | 10                  | —                   | 53                  | —                   | 12                  | —                   | —                   |                            | One Step Closer                                  |
| One Step Closer                                                     | 1980  | 24                  | 21                  | —                   | —                   | —                   | —                   | —                   | —                   |                            | One Step Closer                                  |
| Wynken, Blynken & Nod                                               | 1980  | 76                  | 31                  | —                   | —                   | —                   | —                   | —                   | —                   |                            | In Harmony: A Sesame Street Record               |
| Keep This Train A-Rollin'                                           | 1981  | 62                  | —                   | —                   | —                   | —                   | —                   | —                   | —                   |                            | One Step Closer                                  |
| Can't Let It Get Away                                               | 1981  | _                   | _                   | —                   | —                   | —                   | —                   | —                   | —                   |                            | Can't Let It Get Away,                           |
| Here to Love You                                                    | 1982  | 65                  | —                   | —                   | —                   | —                   | —                   | —                   | —                   |                            | Best of The Doobies Volume II (Minute by Minute) |
| You Belong to Me (live)                                             | 1983  | 79                  | —                   | —                   | —                   | —                   | —                   | —                   | —                   |                            | Farewell Tour                                    |
| The Doctor                                                          | 1989  | 9                   | 31                  | 1                   | 32                  | 25                  | 14                  | 37                  | 73                  |                            | Cycles                                           |
| Need a Little Taste of Love                                         | 1989  | 45                  | 27                  | 3                   | —                   | —                   | —                   | 63                  | —                   |                            | Cycles                                           |
| South of the Border                                                 | 1989  | —                   | —                   | 30                  | —                   | —                   | —                   | —                   | —                   |                            | Cycles                                           |
| Dangerous                                                           | 1991  | —                   | —                   | 2                   | —                   | —                   | —                   | —                   | —                   |                            | Brotherhood                                      |
| Rollin' On                                                          | 1991  | —                   | —                   | 12                  | —                   | —                   | —                   | —                   | —                   |                            | Brotherhood                                      |
| Ordinary Man                                                        | 2001  | —                   | 29                  | —                   | —                   | —                   | —                   | —                   | —                   |                            | Sibling Rivalry                                  |
| Nobody                                                              | 2010  | —                   | —                   | —                   | —                   | —                   | —                   | —                   | —                   |                            | World Gone Crazy                                 |
| World Gone Crazy                                                    | 2011  | —                   | —                   | —                   | —                   | —                   | —                   | —                   | —                   |                            | World Gone Crazy                                 |
| « — » indique que le single n'est pas sorti ou classé dans le pays. |       |                     |                     |                     |                     |                     |                     |                     |                     |                            |                                                  |

## Autres apparences
| Année | Chanson                             | Album                               |
| ----- | ----------------------------------- | ----------------------------------- |
| 1994  | What a Fool Believes (live version) | Grammy's Greatest Moments Volume II |